# Bergisches Drehorgelmuseum

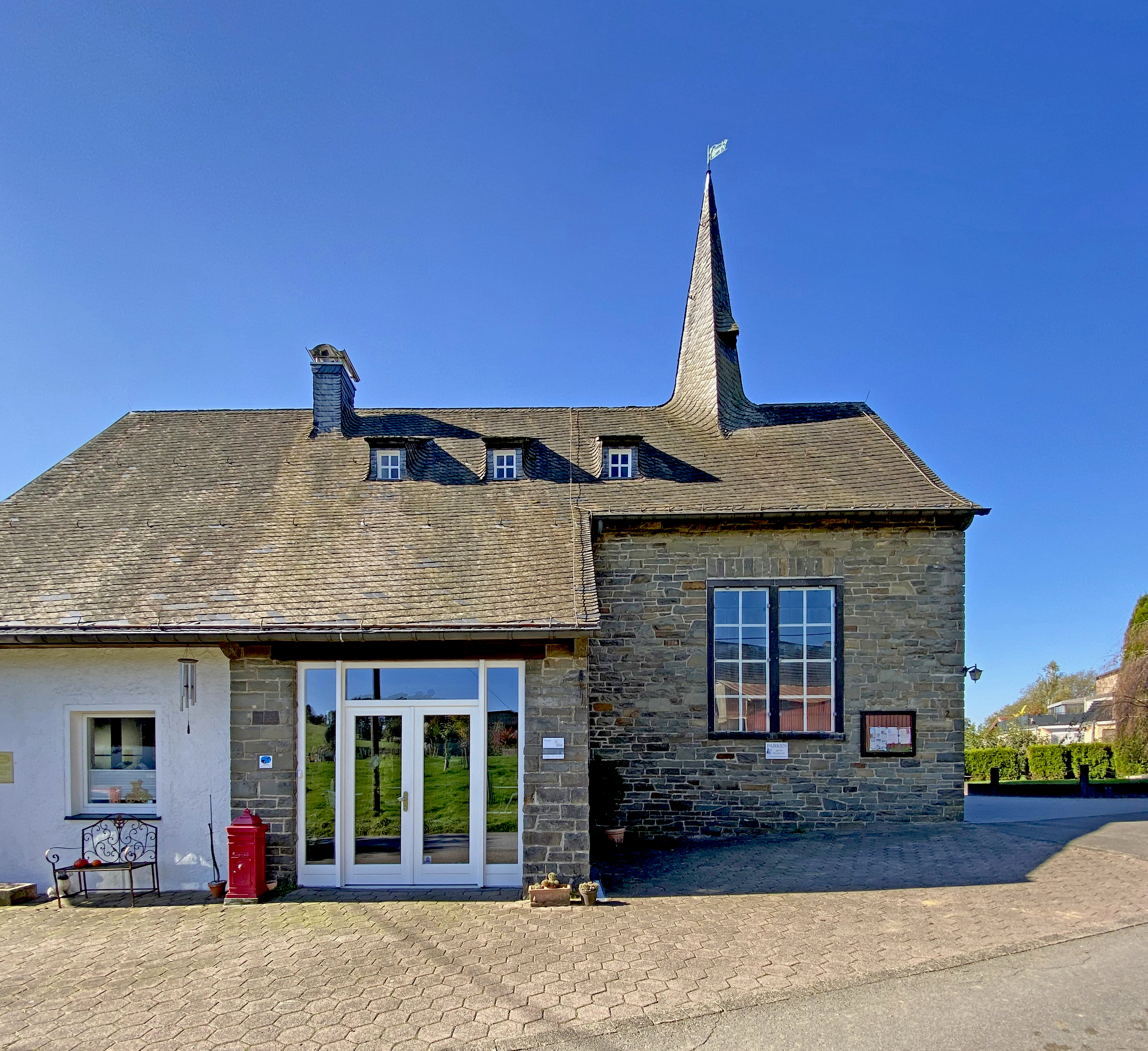
Das Bergische Drehorgelmuseum, ehemalige evangelische Kirche

Innenansicht des Drehorgelmuseums

Das Bergische Drehorgelmuseum liegt in  Kempershöhe, einem Ortsteil der Gemeinde Marienheide im Oberbergischen Kreis in Nordrhein-Westfalen. Es ist dort in der ehemaligen Dorfkirche untergebracht. An der Nordseite des Gebäudes erklingt ein Glockenspiel, das seinen Klang mit den Tages- und Jahreszeiten wechselt. 
Das Museum kann nur auf Voranmeldung besucht werden.

## Geschichte/Beschreibung
Als die ehemalige Dorfkirche in Marienheide-Kempershöhe im Frühjahr 2008 zum Verkauf stand, erwarb sie Ullrich Wimmer zusammen mit seiner Lebensgefährtin Doris van Rhee, um hier das Bergische Drehorgelmuseum einzurichten. Dazu musste er das Gebäude zunächst gründlich restaurieren.

Im Drehorgelmuseum tanzen die Puppen
Der Gründer informiert im Drehorgelmuseum.

Seitdem werden hier mechanische Musikinstrumente aus drei Jahrhunderten ausgestellt. Es erklingen Musikuhren, Walzen- und Plattenspieldosen, Selbstspielklaviere, Orchestrien und Drehorgeln. Dazu gibt es Geschichten und Gedichte, Bänkel- und Küchenlieder, auch zum Mitsingen. Zudem erklingt an der Nordseite des Gebäudes ein Glockenspiel.

## Sonstiges
Das Museum ist Mitglied Museumsverband NRW, in der Naturarena Bergisches Land Das Bergische und gehört zum Netzwerk Bergische Museen wie zur Deutschen Orgelstraße im Verbund der Europäischen Orgelstraßen EPOS.
2025 wurde es durch dem Landschaftsverband Rheinland mit der Verleihung des Rheinlandtalers geehrt.